# Antoine et Cléopâtre (Schmitt)
Pour les articles homonymes, voir Antoine et Cléopâtre (homonymie).

Antoine et Cléopâtre est une musique de scène de Florent Schmitt pour la pièce éponyme de Shakespeare. Le ballet fut créé par Ida Rubinstein en juin 1920 à l'Opéra de Paris. Le compositeur en tira deux suites d'orchestre créées le 17 octobre 1920 aux Concerts Lamoureux par Camille Chevillard.

## Analyse de l'œuvre
Première suite
1. Antoine et Cléopâtre
2. Camp de Pompée
3. Bataille d'Actium

Deuxième Suite
1. Nuit au Palais de la Reine
2. Orgie et danses
3. Le tombeau de Cléopâtre

- Durée d'exécution : vingt minutes chacune.